# Joseph Black

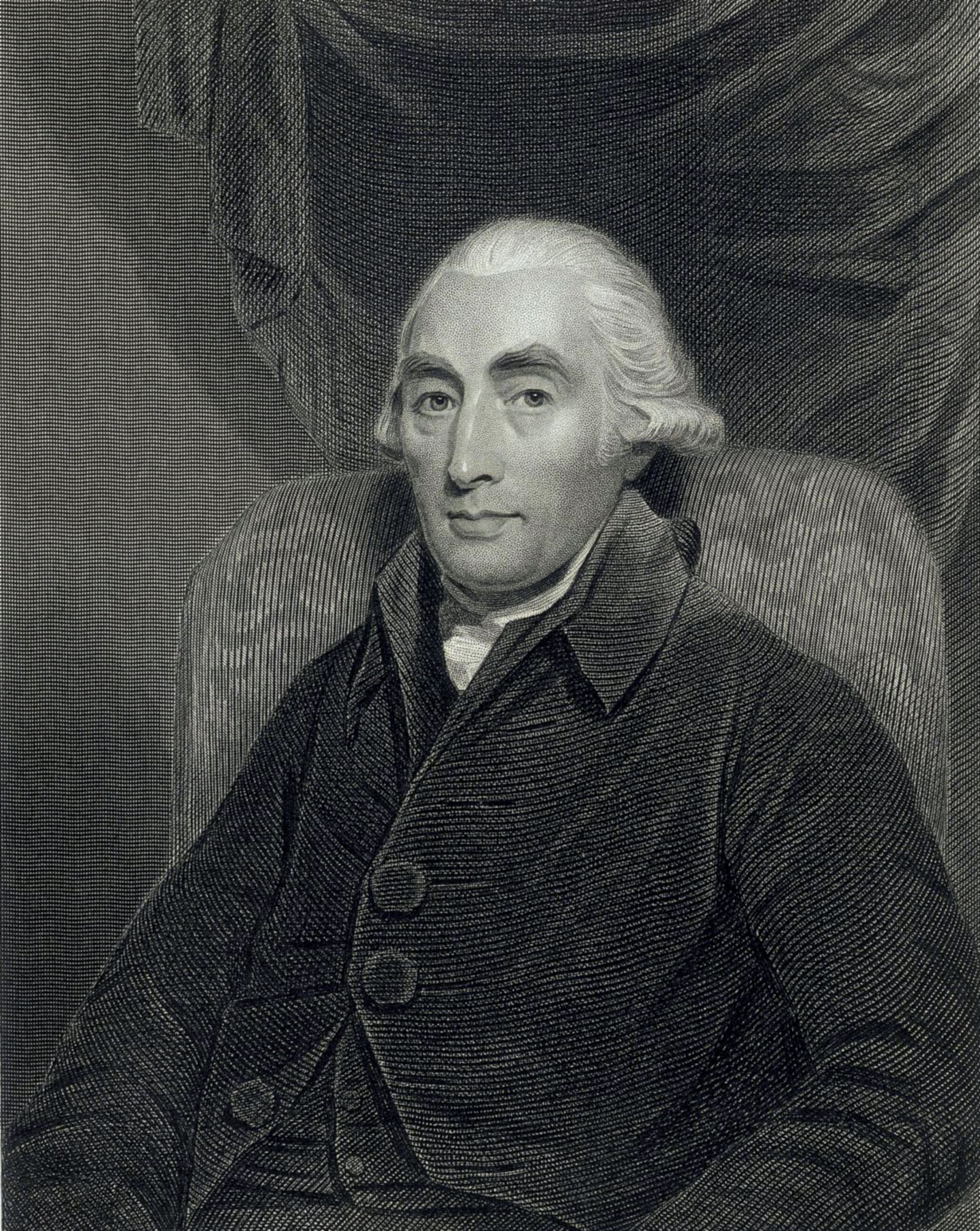
Joseph Black

Joseph Black (Bordeaux (Frankrijk), 16 april 1728 - Edinburgh, 10 november 1799) was een Frans-Schotse natuur- en scheikundige.
Black was professor in de chemie aan de universiteit te Glasgow. Hij was de eerste die onderscheid maakte tussen magnesiumoxide en calciumoxide. In 1754 ontdekte hij het koolstofdioxide. Hij verkreeg het gas door verwarming van magnesiumcarbonaat en noemde het "fixed air", d.i. "gefixeerde lucht". Black was ook de ontdekker van de ijscalorimeter waarmee hij de smeltwarmte en de verdampingswarmte, alsmede de soortelijke warmte van vele stoffen kon bepalen.